# Brejo Grande
Brejo Grande is een gemeente in de Braziliaanse deelstaat Sergipe. De gemeente telt 8.086 inwoners (schatting 2009).